# Tintoretto. L'artista che uccise la pittura
Tintoretto. L'artista che uccise la pittura è un film del 2022 diretto da Erminio Perocco.
Coprodotto da Arte e ZDF, è un documentario sul grande artista veneziano Jacopo Tintoretto.
Il film è stato distribuito nelle sale in Italia a partire dall'11 aprile 2022.

## Trama
Il documentario ricostruisce la vita del pittore Tintoretto e la fortuna critica dei secoli successivi. Il film è ambientato a Venezia, mostra tutto i luoghi più importanti di Jacopo Tintoretto. La descrizione pittorica di esperti è unita alla spiegazione di storici per comprendere il contesto culturale del cinquecento, epoca in cui vive Tintoretto.
I temi trattati sono: la formazione pittorica di Jacopo Tintoretto, la bottega e lo stile pittorico, le commissioni delle scuole grandi di San Marco e di San Rocco, le tele per la chiesa di San Rocco, le figure femminili nella pittura, l'importanza della bibbia nella pittura di Tintoretto.

## Ospiti
- Robert Echols: co-curatore della mostra del 500º anniversario di Tintoretto, presso il National Gallery of Art.
- Jorge R. Pombo: artista influenzato da Tintoretto.
- Luciano Pezzolo: professore di Storia moderna.
- Fabrizio Gazzarri: direttore Archivio e Collezione Fondazione Emilio e Annabianca Vedova.
- Mario Infelise: professore di Storia moderna.
- Miguel Falomir Faus: direttore del Museo del Prado.
- Roberto Mazzetto: maestro della Stampa d'arte. La sua bottega era la stessa di Jacopo Tintoretto.
- Roland Krischel: direttore del Wallraf-Richartz Museum & Fondation Corboud, Colonia.
- Stefania Mason: professoressa di Storia dell'arte moderna.
- Antonio Manno: professore di Storia dell'arte.

## Elenco delle opere mostrate
- Vittore Carpaccio, Sogno di sant'Orsola, 1495.
- Tiziano Vecellio, Amor sacro e Amor profano, 1514.
- Piero della Francesca, Battesimo di Cristo, 1437.
- Jacopo Tintoretto, Battesimo di Cristo, 1578-1581.
- Jacopo Tintoretto, Autoritratto, 1547
- Bonifacio de' Pitati, Giudizio di Salomone, 1437-1553.
- Tiziano Vecellio, Cena in Emmaus, 1530.
- Jacopo Tintoretto, Santa Maria Egiziaca, 1583-1587.
- Jacopo Tintoretto, L'Ultima Cena, 1547.
- Jacopo Tintoretto, Studio del crepuscolo di Michelangelo, 1550.
- Tiziano Vecellio, La presentazione di Maria al Tempio, 1534-1538.
- Jacopo Tintoretto, San Marco libera uno schiavo, 1547-1548.
- Jacopo Tintoretto, San Rocco in Gloria, 1564
- Tiziano Vecellio, Assunzione della Vergine, 1516-1518.
- Lorenzo Lotto, Elemosina di sant'Antonino, 1542.
- Jacopo Tintoretto, San Rocco risana gli appestati, 1549.
- Jacopo Tintoretto, San Rocco in prigione visitato da un angelo, 1567.
- Jacopo Tintoretto, Annunciazione, 1582-1587.
- Jacopo Tintoretto, Crocifissione, 1565.
- Jacopo Tintoretto, Il ratto di Elena, 1578-79.
- Jacopo Tintoretto, Battesimo di Cristo, 1580
- Jorge Pombo, La Resurrezione di Cristo, 2018.
- Enilio Vedova, Dagegen 1978-1995 2 (op.3, op.4).
- Emilio Vedova, Trasfiguramento del corpo di San Marco, 1936.
- Jacopo Tintoretto, Adorazione del vitello d'oro, 1562-1564.
- Jacopo Tintoretto, Giudizio universale, 1560-1562.
- Giorgione, Venere dormiente, 1508-151
- Jacopo Tintoretto, Tarquinio e Lucrezia, 1578-1580.
- Jacopo Tintoretto, Susanna e i vecchioni, 1555-1556.
- Jacopo Tintoretto, Visitazione, 1588.
- Jacopo Tintoretto, Apollo e Dafne. 1541-1542.
- Jacopo Tintoretto, La messa in salvo del corpo di San Marco.
- Jacopo Tintoretto, Sacra Famiglia con Santa Elisabetta e San Giovannino.
- Jacopo de' Barbari, Veduta volo d'uccello.
- Jacopo Tintoretto, Autoritratto, 1588.